# Joaquim Wladimir Lopes Dias
Joaquim Wladimir Lopes Dias (ur. 23 października 1957 w Cafelândia) – brazylijski duchowny katolicki, biskup Colatiny w latach 2015–2021, biskup Loreny od 2021.

## Życiorys
Święcenia kapłańskie przyjął 12 grudnia 1997 i został inkardynowany do diecezji Jundiaí. Pracował głównie jako duszpasterz parafialny, był także m.in. wicerektorem i rektorem diecezjalnego seminarium, wikariuszem generalnym diecezji oraz jej tymczasowym administratorem.
21 grudnia 2011 papież Benedykt XVI mianował go biskupem pomocniczym archidiecezji Vitória oraz biskupem tytularnym Sita. Sakry udzielił mu 4 marca 2012 biskup Jundiaí - Vicente Costa.
14 maja 2014 został wybrany administratorem apostolskim diecezji Colatina, zaś 4 marca 2015 papież Franciszek mianował go jej biskupem ordynariuszem.
13 stycznia 2021 tenże sam papież przeniósł go na urząd biskupa ordynariusza diecezji Lorena. Ingres do katedry w Lorenie odbył 13 lutego 2021.